# Apate tuberculosa
Apate tuberculosa là một loài bọ cánh cứng trong họ Bostrichidae. Loài này được Gistel miêu tả khoa học năm 1848.